# Cratere Maranda
Maranda  è un cratere sulla superficie di Venere.